# Werner Schaumann
Werner Schaumann (* 2. Februar 1908 in Berlin; † 11. Mai 1943 in der Strafanstalt Plötzensee, Berlin) war ein deutscher Widerstandskämpfer gegen den Nationalsozialismus.

## Leben und Tätigkeit

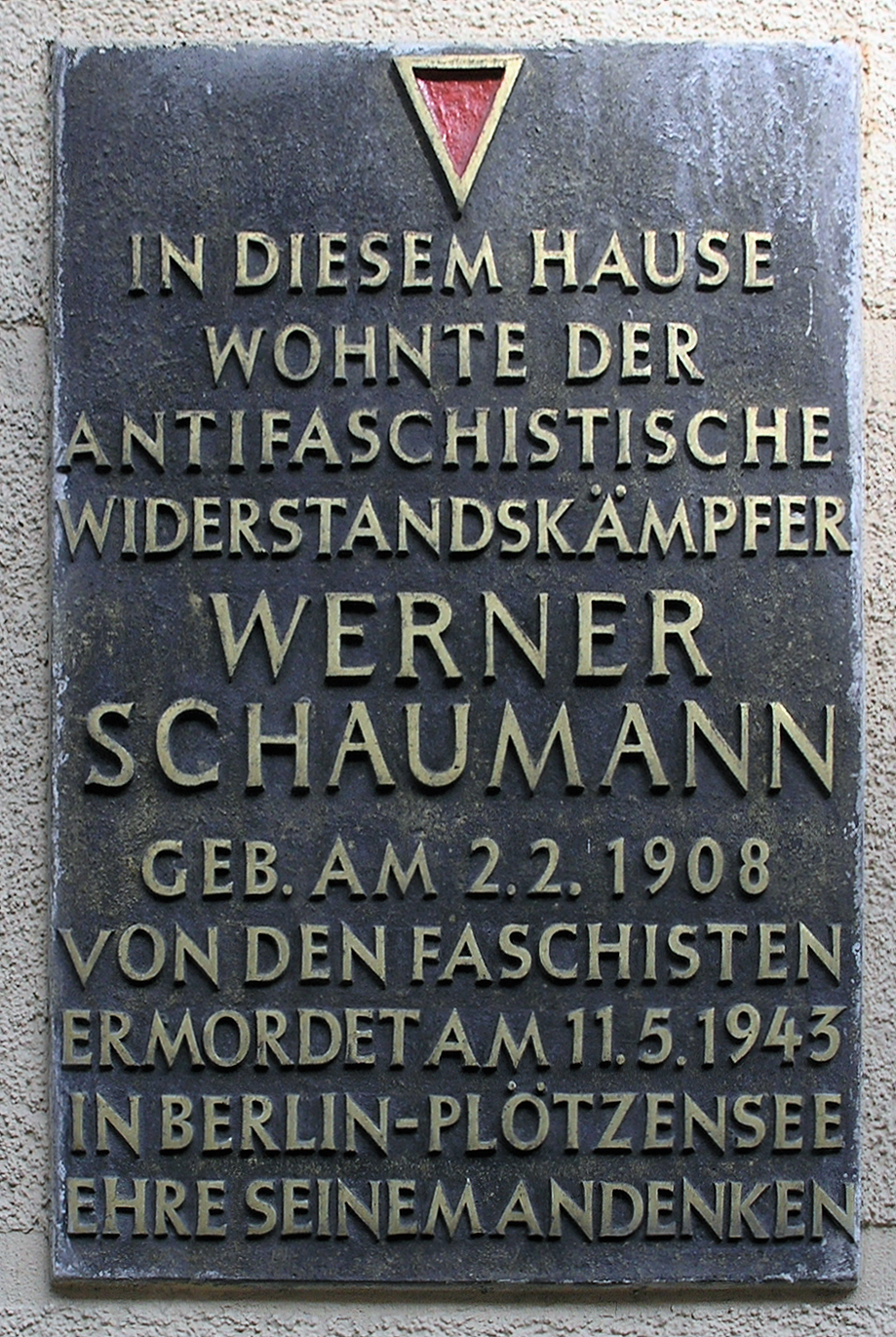
Gedenktafel für Werner Schaumann

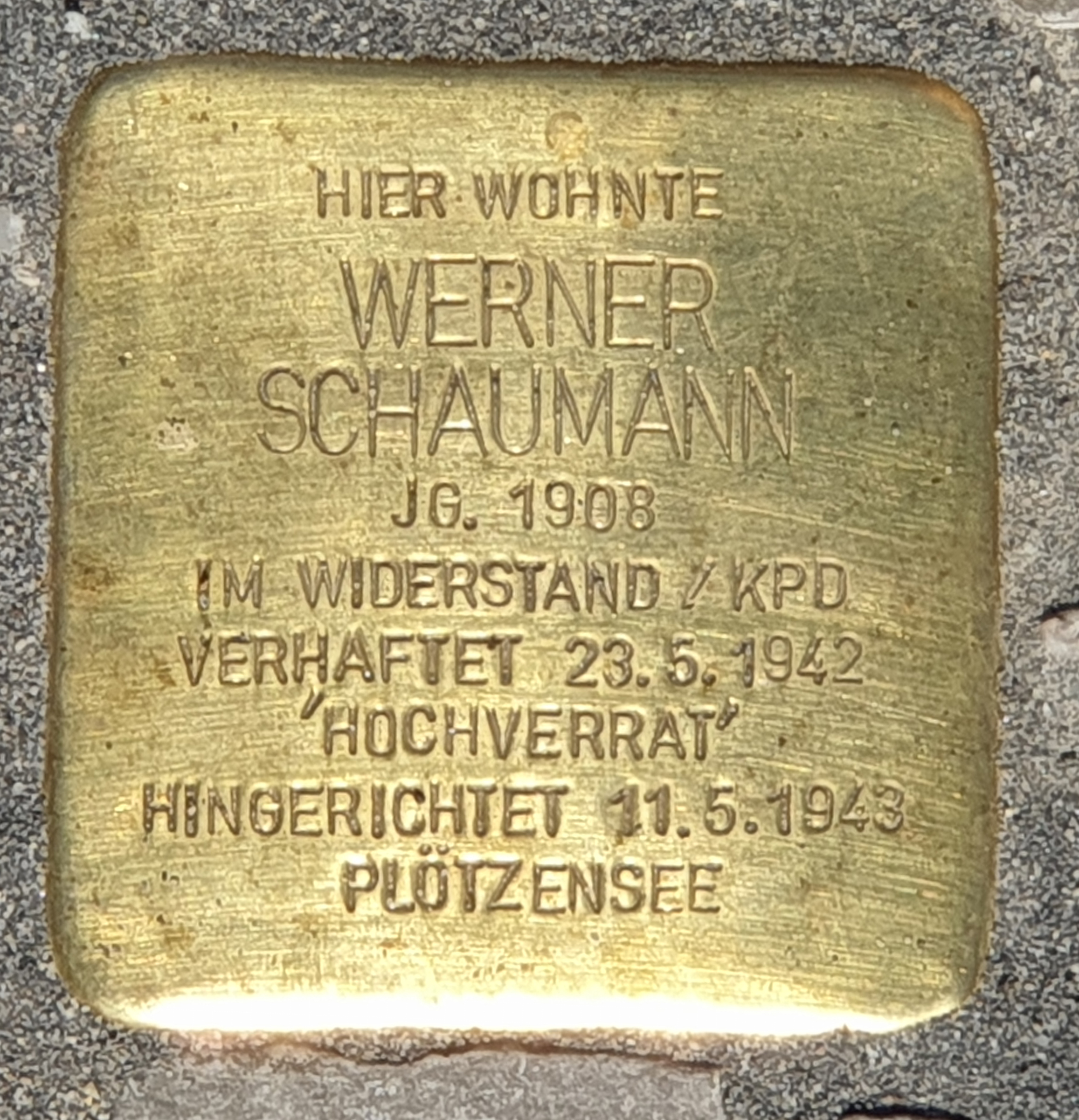
Stolperstein am Haus, Talberger Straße 10, in Berlin-Britz

Schaumann war der Sohn eines Kaufmanns. Von 1914 bis 1925 besuchte er die Volksschule und ein Realgymnasium. Da er die Samenhandlung seines Vaters übernehmen wollte, erlernte er zunächst den Gärtnerberuf. In der Folge war er bis 1931 im Geschäft seines Vaters tätig. Anschließend studierte er einige Jahre lang Naturwissenschaften an der Friedrich-Wilhelms-Universität in Berlin, musste das Studium jedoch aus finanziellen Gründen ohne Abschluss abbrechen.
Politisch war Schaumann seit 1932 in der Kommunistischen Partei Deutschlands (KPD) und in der Internationalen Arbeiterhilfe organisiert.
Von 1935 bis 1942 arbeitete Schaumann bei der Berliner Baugenossenschaft, wo er sich zum Elektro- und Autogenschweißer und schließlich zum Bauleiter hocharbeitete.
Während des Zweiten Weltkriegs schloss sich Schaumann zusammen mit seiner zweiten Frau Elfriede einer von dem technischen Zeichner Hans Georg Vötter organisierten kommunistischen Untergrundgruppe an, die gegen das NS-Regime arbeitete. Er beteiligte sich an der Verbreitung illegaler Flugblätter und Schriften.
Im Mai 1942 wurde Schaumann verhaftet. Er wurde schließlich zusammen mit Vötter und zwei weiteren Mitgliedern der Gruppe – Arthur Illgen und Adolf Bittner – vor dem Volksgerichtshof wegen Vorbereitung zum Hochverrat angeklagt. In der Sitzung vom 5. Februar 1943 wurden die vier für schuldig befunden und zum Tode verurteilt.
Schaumann wurde am 11. Mai 1943 in der Strafanstalt Plötzensee hingerichtet. Seine Ehefrau Elfriede hatte sich am 14. September 1942 in der Haft das Leben genommen.
Heute erinnert eine Gedenktafel in der Grünberger Straße 85 an ihn.
Am 28. August 2021 wurden vor seinem ehemaligen Wohnort, Berlin-Britz, Talberger Straße 10, Stolpersteine für seine Frau und ihn verlegt.